# مهند الفارسي
مهند الفارسي (بالإنجليزية: Muhannad Al-Faresi)‏؛ مواليد 22 أغسطس 1991 في جدة، السعودية، هو لاعب كرة قدم سعودي يلعب في نادي الجبيل.

## مسيرة اللاعب
لعب سابقاً مع النادي الأهلي ونادي الوحدة ونادي ضمك ونادي الشعلة ونادي النهضة ونادي العدالةو نادي العين ونادي الصفا ونادي الانتصار ونادي الجبيل.

## روابط خارجية
- مهند الفارسي على موقع Soccerway.com (الإنجليزية)